# Marek Výborný
Marek Výborný (* 10. července 1976 Heřmanův Městec) je český politik a středoškolský pedagog, od června 2023 ministr zemědělství ve vládě Petra Fialy, od března 2019 do ledna 2020 a od října 2024 předseda KDU-ČSL, od roku 2017 poslanec Poslanecké sněmovny Parlamentu ČR a od října 2021 do června 2023 předseda Poslaneckého klubu KDU-ČSL, v roce 2012 krátce zastupitel Pardubického kraje, od roku 2006 zastupitel (v letech 2006 až 2014 také radní) města Heřmanův Městec.

## Osobní život
Absolvoval gymnázium a po základní vojenské službě vystudoval historii na Filozofické fakultě Univerzity Palackého v Olomouci a teologii na Cyrilometodějské teologické fakultě téže školy. Poté v roce 2001 nastoupil jako učitel na Gymnázium Mozartova Pardubice, vyučoval dějepis, základy společenských věd a latinu. Od 1. srpna 2012 do 31. března 2018 na tomto gymnáziu zastával také i pozici ředitele.
Marek Výborný je vdovec, s manželkou, klavíristkou Markétou, která náhle zemřela v roce 2019, má tři děti. Žije ve městě Heřmanův Městec na Chrudimsku.
Ve své domovské farnosti v Heřmanově Městci poskytuje službu akolyty a je aktivním členem České křesťanské akademie. Působí i jako předseda organizačního výboru festivalu „Hudební léto v kostele sv. Bartoloměje“.
Dále také působí jako jednatel pěveckého sboru Vlastislav Heřmanův Městec. Je také členem skautské organizace a působil několik let jako trenér dětského oddílu basketbalu TJ Jiskra HM.
Jeho otcem je bývalý ministr a soudce Ústavního soudu ČR Miloslav Výborný.

## Politické působení
Od roku 2005 je členem KDU-ČSL. Ve straně je členem místní organizace Heřmanův Městec; místopředsedou Okresního výboru KDU-ČSL Chrudim, členem Krajského výboru KDU-ČSL a členem celostátní Komise pro školství a Legislativní komise KDU-ČSL.
V komunálních volbách v roce 2006 byl za KDU-ČSL a nezávislé zvolen zastupitelem města Heřmanův Městec a o čtyři roky později, ve volbách v roce 2010, zastupitelský mandát obhájil. V letech 2006 až 2014 zároveň zastával pozici radního města. Mandát zastupitele města se mu podařilo získat i ve volbách v roce 2014, nicméně už poté dále nezastával pozici radního. Byl rovněž i předsedou Komise pro výchovu a vzdělávání, členem Komise kulturní a členem Redakční rady Zpravodaje Leknín a Leknín TV města Heřmanův Městec. Také v komunálních volbách v roce 2018 obhájil mandát zastupitele města. V komunálních volbách v roce 2022 kandidoval do Zastupitelstva města Heřmanův Městec z 6. místa kandidátky KDU-ČSL. Vlivem preferenčních hlasů však skončil první, a obhájil tak mandát zastupitele města.
V krajských volbách v roce 2004 kandidoval ještě jako nestraník za KDU-ČSL na kandidátce uskupení Koalice pro Pardubický kraj (tj. koalice KDU-ČSL a US-DEU) do Zastupitelstva Pardubického kraje, ale neuspěl. Nepodařilo se mu to ani již jako členovi KDU-ČSL ve volbách v roce 2008 taktéž na kandidátce Koalice pro Pardubický kraj. Uspěl až ve volbách v roce 2012, opět jako člen KDU-ČSL na kandidátce Koalice pro Pardubický kraj, kde původně figuroval na 20. místě, ale vlivem preferenčních hlasů skončil třetí. Dne 6. listopadu 2012 však na svůj mandát rezignoval, a to kvůli neslučitelnosti funkcí krajského zastupitele a ředitele gymnázia (nahradil jej David Šimek). Od roku 2004 působí Marek Výborný v rámci Pardubického kraje jako člen Výboru pro výchovu, vzdělávání a zaměstnanost.
Ve volbách do Poslanecké sněmovny Parlamentu ČR v roce 2006 kandidoval za KDU-ČSL v Pardubickém kraji, ale neuspěl. Ve volbách do Poslanecké sněmovny Parlamentu ČR v roce 2017 byl lídrem KDU-ČSL v Pardubickém kraji. Získal 2 475 preferenčních hlasů a byl zvolen poslancem. Je členem Ústavně právního výboru, Mandátového a imunitního výboru, Volební komise a Komise pro kontrolu GIBS PSP ČR. Je předsedou Podvýboru pro problematiku exekucí, insolvencí a oddlužení, dále pracuje v podvýboru pro regionální školství, v podvýboru pro kulturu, v podvýboru pro ochranu spotřebitele a v podvýboru pro mládež a volný čas.
Dne 6. listopadu 2018 oznámil, že na sjezdu KDU-ČSL v březnu 2019 bude kandidovat na předsedu KDU-ČSL. Dne 29. března 2019 byl do této funkce zvolen, když ve druhém kole volby porazil Mariana Jurečku poměrem hlasů 256 : 124. V polovině listopadu 2019 však oznámil, že na funkci předsedy strany rezignuje, a to k termínu mimořádného sjezdu strany, který se uskutečnil 25. ledna 2020. Rozhodl se tak z rodinných důvodů, jelikož mu na konci září 2019 náhle zemřela manželka, s níž má tři děti (právě péči o ně se chce více věnovat). Ve funkci předsedy strany jej vystřídal Marian Jurečka.
Ve volbách do Poslanecké sněmovny Parlamentu ČR v roce 2021 kandidoval z pozice člena KDU-ČSL na 3. místě kandidátky koalice SPOLU (tj. ODS, KDU-ČSL a TOP 09) v Pardubickém kraji. Více než 13 tisíc preferenčních hlasů ho vyneslo do čela kandidátky, a byl tak znovu zvolen poslancem. Následně se dne 12. října 2021 stal novým předsedou Poslaneckého klubu KDU-ČSL, ve funkci vystřídal Jana Bartoška. V červnu 2023 jej ve funkci vystřídal Aleš Dufek.
Po rezignaci ministra zemědělství Zdeňka Nekuly na tiskové konferenci 14. června 2023 uvedl, že se má stát jeho nástupcem. Nekula rezignoval ke konci června 2023. Dne 29. června 2023 byl Výborný jmenován do funkce prezidentem Petrem Pavlem.
V říjnu 2024 uvedl, že se na nadcházejícím sjezdu bude ucházet o funkci předsedy strany. Tím byl posléze zvolen, když postoupil do druhého kola volby, ve kterém se ziskem 159 z 288 hlasů, a porazil tak dosavadního předsedu strany Mariana Jurečku.
Ve volbách do Poslanecké sněmovny Parlamentu ČR v roce 2025 je z pozice člena KDU-ČSL lídrem koalice SPOLU (tj. ODS, KDU-ČSL a TOP 09) v Pardubickém kraji.